# La Chatte sur un toit brûlant (film)

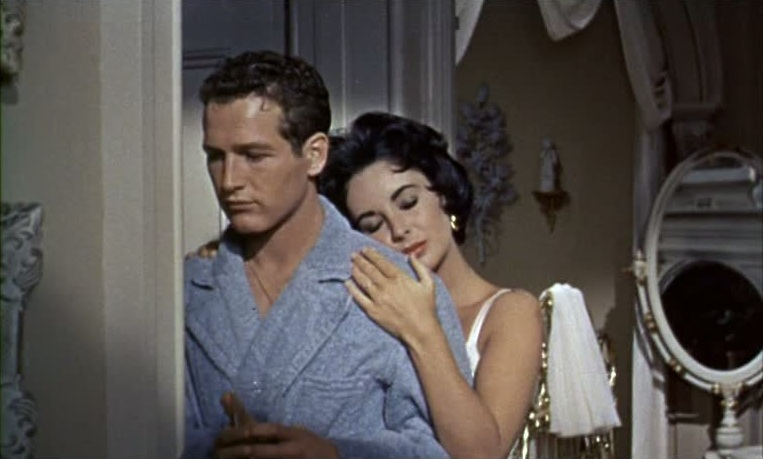
Paul Newman et Elizabeth Taylor

Pour les articles homonymes, voir La Chatte sur un toit brûlant (homonymie).
 (novembre 2018).
Si vous disposez d'ouvrages ou d'articles de référence ou si vous connaissez des sites web de qualité traitant du thème abordé ici, merci de compléter l'article en donnant les références utiles à sa vérifiabilité et en les liant à la section « Notes et références ».
Pour plus de détails, voir Fiche technique et Distribution.
La Chatte sur un toit brûlant (Cat on a Hot Tin Roof) est un film de Richard Brooks sorti en 1958,  d'après la pièce de théâtre du même nom de Tennessee Williams, créée à Broadway en 1955 dans une mise en scène d'Elia Kazan.

## Synopsis
Dans une villa du sud des États-Unis, la famille se réunit pour fêter l'anniversaire du patriarche malade, Big Daddy.
Maggie et Brick forment un couple en pleine crise : Brick est déprimé par le suicide de son meilleur ami et se réfugie dans l'alcool. Maggie est frustrée car son époux ne veut plus accomplir son devoir conjugal. Brick la considère comme responsable de la mort de son ami, Skipper. Big Mama reproche à Maggie de ne pas avoir d'enfant. Maggie, comme Gooper, le frère de Brick, et son épouse (Mae) sont en fait venus pour tenter de s'approprier la majeure partie de l'héritage du père dont ils savent la fin prochaine.
Gooper et Mae vont avoir fort à faire pour se mettre dans les petits papiers du père puisque Brick reste le fils préféré.
Alors que la famille s'entre-déchire, Brick va se remettre en question et apprendre à son père ce qu'il ne sait pas encore : sa mort prochaine.
Brick révèle à son père que celui-ci va mourir et que le cancer dont il souffre a été diagnostiqué. Brick appelle Maggie dans sa chambre en lui disant "Maggie nous en avons fini avec les mensonges et les menteurs. Ferme la porte à clé". Il va vers elle et la prend dans ses bras pour l’embrasser très amoureusement. (FIN du film)

## Fiche technique
- Titre original : Cat on a Hot Tin Roof
- Titre français : La Chatte sur un toit brûlant
- Réalisation : Richard Brooks
- Scénario : Richard Brooks et James Poe, d'après la pièce de Tennessee Williams
- Direction artistique : William A. Horning et Urie McCleary
- Décors : Henry Grace et Robert Priestley
- Costumes : Helen Rose (pour Elizabeth Taylor)
- Photographie : William H. Daniels
- Montage : Ferris Webster
- Musique : Marlin Skiles
- Production :  Lawrence Weingarten pour Avon Productions et Metro-Goldwyn-Mayer
- Société de distribution : Metro-Goldwyn-Mayer
- Pays d'origine : États-Unis
- Langue : anglais
- Format : Couleur (Metrocolor) - 35 mm - 1,66:1 - Son mono  (Western Electric Sound System)
- Genre : Drame
- Durée : 108 minutes
- Date de sortie :
  - États-Unis : 18 septembre 1958 New York
- Affiches : Macario Gómez Quibus (Espagne), Reynold Brown (États-Unis),

## Distribution
- Elizabeth Taylor (VF: Jacqueline Porel) : Maggie Pollit
- Paul Newman (VF : Marc Cassot) : Brick Pollitt
- Burl Ives (VF : Paul Bonifas) : « Big Daddy » Pollitt
- Judith Anderson (VF : Lucienne Givry) : « Big Mama » Pollitt
- Jack Carson : Cooper « Gooper » Pollitt
- Madeleine Sherwood : Mae Pollitt
- Larry Gates (VF : René Blancard) : le docteur Baugh
- Vaughn Taylor (VF : Gérard Férat) : le diacre Davis

## Autour du film
- Quelques jours après le début du tournage, Michael Todd, le mari d'Elizabeth Taylor, meurt dans le crash de son avion. Traumatisée, la jeune actrice de 26 ans ne peut plus travailler. Le tournage s'arrête et la production est sur le point d'être annulée. Puis, après quelques semaines de repos, Elizabeth Taylor reprend le chemin des plateaux.
- L'adaptation cinématographique a pris quelques libertés avec la pièce. Dans le film, Big Daddy tient un rôle nettement plus important  (il n'apparaissaît pas dans l'acte III de la pièce). De plus, en raison du code Hays, Brooks a édulcoré l'intrigue en supprimant toute référence à l'homosexualité de Brick au profit du renforcement du conflit familial et de la relation père-fils.

- Bande annonce du film

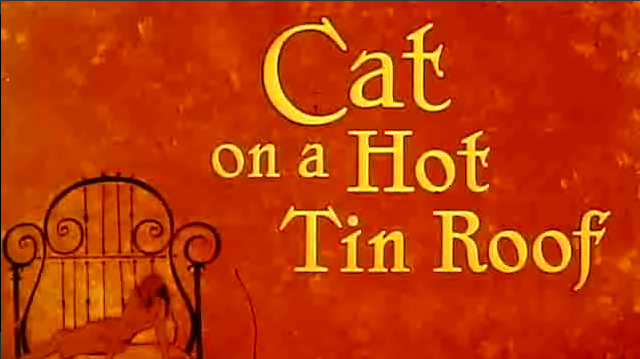
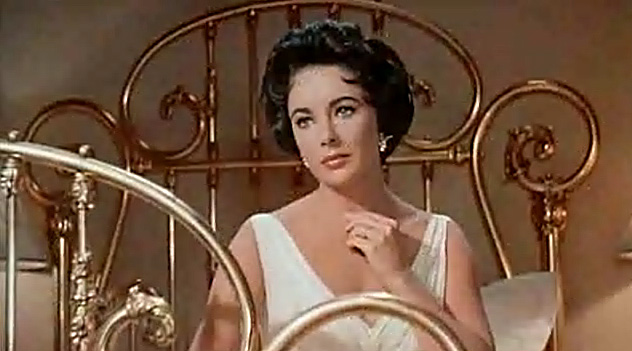
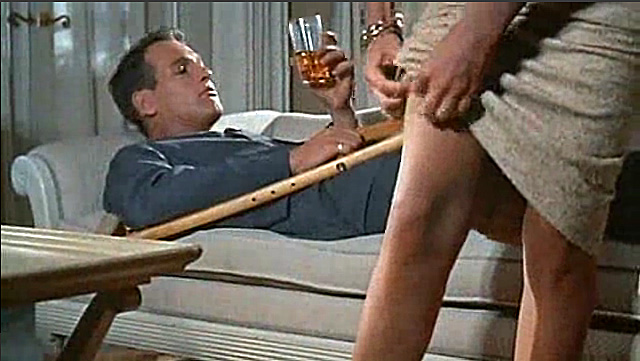
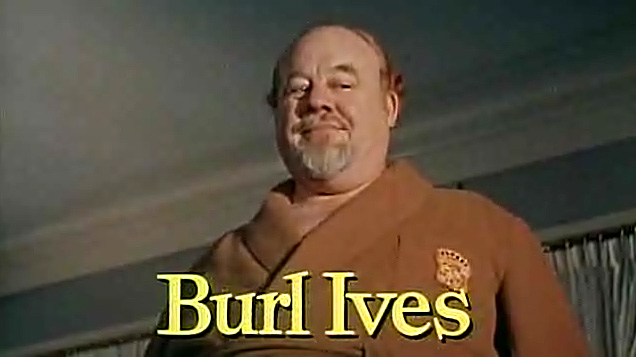
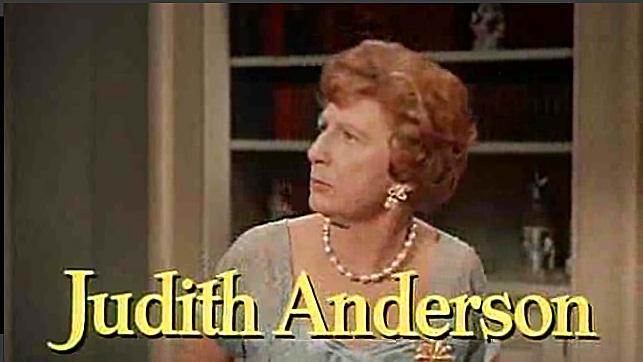
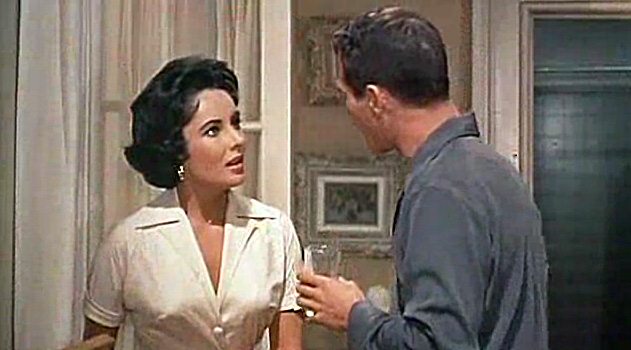
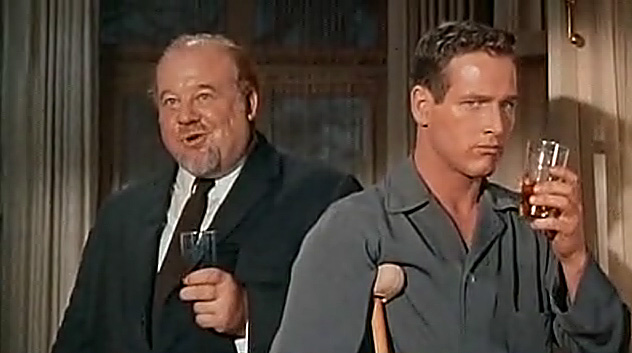
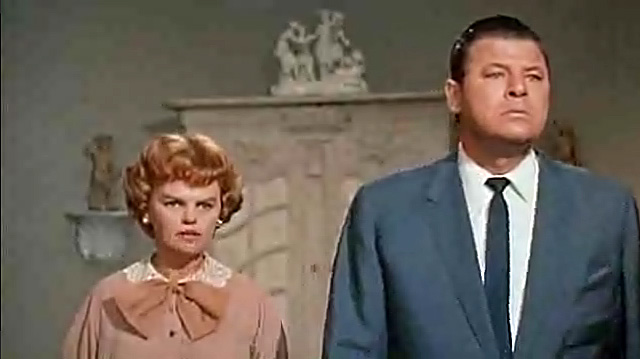
Madeleine Sherwood et Jack Carson
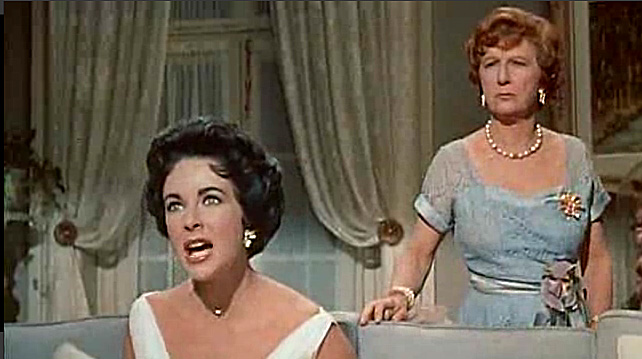